# Neuenweiher
Neuenweiher ist ein Weiler der Ortsgemeinden Burbach und Balesfeld im Eifelkreis Bitburg-Prüm in Rheinland-Pfalz.

## Geographische Lage
Neuenweiher liegt nördlich von Balesfeld (Entfernung: 1,7 km) und nordöstlich von Burbach (Entfernung: 2,3 km) auf einer Hochebene. Der Weiler besteht aus zwei voneinander getrennten Siedlungsteilen. Der südliche Teil des Weilers gehört zu Balesfeld und der nördliche Teil zu Burbach. Beide Teile von Neuenweiher sind fast mit dem zu Burbach gehörenden Ortsteil Neustraßburg zusammengewachsen. Der Weiler ist von einigen landwirtschaftlichen Nutzflächen sowie einem umfangreichen Waldgebiet (Kyllwald) im Osten umgeben. Durch Neuenweiher fließt der namensgebende Weiherbach.

## Geschichte
Es ist von einer frühen Besiedelung des Areals um Neuenweiher auszugehen, was durch mehrere Funde aus römischer Zeit im Bereich von Neustraßburg belegt werden konnte. In diesem Bereich verlief zudem die römische Ferntrasse von Trier nach Köln.
Neuenweiher gehörte im Jahre 1843 als Gehöft von Balesfeld zur Bürgermeisterei Burbach und wurde von 14 Menschen bewohnt.

## Kultur und Sehenswürdigkeiten

### Kapelle
Wenig nordöstlich von Neuenweiher befindet sich eine Marienkapelle. 1960 wurde durch Hans Prison an dieser Stelle eine Mariengrotte erbaut, die allerdings schon 1991 zu der heutigen Kapelle ausgebaut wurde und sich seit dem im Inneren des Gebäudes befindet. Im Jahre 2015 wurde eine Renovierung durchgeführt.

### Naherholung
Wenig nordöstlich von Neuenweiher befinden sich mehrere Weiher am Rand des Kyllwalds. Diese bilden zusammen mit dem ausgedehnten Waldgebiet das sogenannte Weiher und Wandergebiet Burbach. Besonders der Kyllwald bietet zahlreiche Möglichkeiten zum Wandern.

## Verkehr
Es existiert eine regelmäßige Busverbindung ab Neustraßburg.
Der nördliche Teil von Neuenweiher liegt direkt an der Landesstraße 33, der südliche Teil ist durch eine Gemeindestraße erschlossen.